# Højhastighedsjernbane i Thailand
Højhastighedsjernbaner i Thailand er jernbaner delvis under planlægning og delvis i anlægsfasen i Thailand, pr. 2018.

## Historie
I oktober 2010 godkendte det thailandske parlament et forslag til et højhastighedsnet (HSR-netværk). Fem linjer, der skulle være i stand til at håndtere hastigheder på 250 km/t, skulle udstråle fra Bangkok.
I marts 2013 afslørede transportministeren, at kun ét selskab ville blive udvalgt til at køre alle højhastighedstog, der skulle fungere mellem 2018 og 2019. Den første 86 km strækning fra Bang Sue til Ayuthaya var planlagt at blive udbudt i slutningen af 2013. En syv måneder lang politisk krise med opløsning af parlamentet og et annulleret valg i februar 2014 kulminerede i et militærkup i maj 2014. Derefter udsatte den nye militæradministration i juli 2014 alle HSR-planer, indtil en ny civil regering blev indsat.
| Strækning                                             | Rute                                                           | Fart (km/t)        | Længde (km) | Network           | Forventet færdiggørelse | Status |
| ----------------------------------------------------- | -------------------------------------------------------------- | ------------------ | ----------- | ----------------- | ----------------------- | --- |
| Bangkok-Phitsanulok højhastighedsjernbane             | Bangkok–Ayutthaya–Phitsanulok                                  | 180-200; eller 250 | 384         | Japan             | Uklart                  | Planlægningsfase; Regeringens beslutning forventes i marts 2018. Sat i bero september 2019 grundet manglende private investorer og japansk know-how. |
| Phitsanulok-Chiang Mai højhastighedsjernbane          | Phitsanulok–Uttaradit–Lampang–Chiang Mai                       | 180-200; eller 250 | 285         | Japan             | Uklart                  | Planlægningsfase. Sat i bero september 2019 grundet manglende private investorer og japansk know-how.                                                |
| Bangkok-Nakhon Ratchasima højhastighedsjernbane       | Bangkok–Ayutthaya–Saraburi–Nakhon Ratchasima                   | 250                | 256         | Kina              | Midten af 2021          | Under konstruktion mellem Klang Dong og Pang Asok, pr. 2018.                                                                                         |
| Nakhon Ratchasima-Vientiane Railway                   | Nakhon Ratchasima–Khon Kaen–Udon Thani–Nong Khai–Vientiane     | Uklart             | 380         | Kina              | Uklart                  | Under konstruktion, pr. 2018. |
| Bangkok-Hua Hin højhastighedsjernbane                 | Bangkok–Nakhon Pathom–Ratchaburi–Phetchaburi–Hua Hin           | 250                | 211         | Thai privatiseret | Uklart                  | Miljøvurdering |
| ''Airport Link'' Bangkok-Rayong højhastighedsjernbane | Bangkok (Don Muaeng-Suwarnabhumi)–Chachoengsao–Chonburi–Rayong | 250                | 193.5       | Thai privatiseret | 2023                    | Godkendt marts, 2018 Kontrakt med CP Group, inklusive China Railway Construction Corporation, om anlæg i oktober 2019.                               |

Transportministeriets Kontor for Transport og Trafikpolitik og Planlægning havde tidligere gennemført studier på Bangkok-Pattaya-linjen. På den ville togene køre gennem Chachoengsao, Chonburi og Pattaya, der afsluttede i Rayong, en samlet strækning på 193,5 km. Anlægsomkostningerne blev anslået til 152 mia. baht med et økonomisk internt afkast (EIRR) på 13%. Byggeriet skønnes at ville tage omkring 54 måneder.

## Forslag der ikke er nået planlægningsfase
Efter det militære kup i maj 2014 og sin udnævnelse til premierminister foreslog Prayut Chan-o-cha at forbinde Bangkok med to populære turistbyer, Pattaya og Hua Hin, med højhastighedstog. Transportministeriets Kontor for Transport og Trafikpolitik og Planlægning havde tidligere gennemført studier på begge ruter. Ruten til Hua Hin ville være 209 km lang med en investering på omkring 98 milliarder baht og EIRR på 8,1 procent. Kontoret konkluderede, at disse ruter ville være af ringe interesse for private investorer på grund af den høje investering, der kræves, kombineret med en lav afkast.